# ルアン・カンジド・ジ・アウメイダ
ルアン・カンジド（Luan Cândido）ことルアン・カンジド・ジ・アウメイダ（ポルトガル語: Luan Cândido de Almeida、2001年2月2日 - ）は、ブラジルのサッカー選手。ポジションはDF。

## クラブ歴
SEパルメイラスの下部組織在籍時代には既にガーディアン紙のNext Generation 2018に選出される期待の若手として知られていた。2019年にRBライプツィヒに完全移籍しユースチームに在籍、翌年に同じレッドブルグループが保有するレッドブル・ブラガンチーノに期限付き移籍。3月20日にカンピオナート・パウリスタで選手初出場を記録。9月20日にブルーノ・トゥバロンとの交代で出場し、カンピオナート・ブラジレイロ・セリエA初出場を記録した。

## 代表歴
U-20代表として2019 南米ユース選手権に出場した。